# Queen's Volunteer Reserves Medal
La Queen's Volunteer Reserves Medal (QVRM) est une médaille militaire du Royaume-Uni.

## Historique et modalités d'attribution
La médaille a été instituée le 29 mars 1999 par un Royal Warrant de la Reine Élisabeth II pour récompenser les membres de la Volunteer Reserves des Forces armées britanniques pour des services méritoires exemplaire dans l'accomplissement de leur devoir sur une période d'au moins dix ans.